# Lénárt György (orvos, 1896–1983)
Lénárt György, születési és 1902-ig használt nevén Löwinger György, névváltozata: Lenárt (Budapest, Terézváros, 1896. december 18. – Budapest, 1983. szeptember 13.) orvos, gyermekgyógyász, címzetes egyetemi tanár.

## Élete
Lénárt (Löwinger) Jakab (1857–1929) bankhivatalnok és Weisz Ilona (1868–1953) gyermekeként született zsidó családban. Tanulmányait a budapesti Pázmány Péter Tudományegyetemen végezte. Az első világháború alatt tizennyolc hónapot szolgált a fronton, majd három évet hadifogságban töltött, ezért csak 1924-ben szerezte meg orvosi oklevelét. 1924-től a Gyermekgyógyászati Klinika gyakornoka volt Bókay János igazgatása alatt, 1928-tól tanársegéd. Éveken át a Charité Poliklinika gyermekosztályának főorvosaként is tevékenykedett. A zsidótörvények miatt fel kellett adnia állását. 1946-ban a Pázmány Péter Tudományegyetemen az örökléstan és annak gyermekgyógyászati vonatkozásai tárgykörből magántanári képesítést kapott. 1949-ben kinevezték a Szent János Kórház főorvosává, ahol később megszervezte és irányította a gyermek-tüdőosztályt is. 1963-tól genetikai tanácsadást szervezett. Az Orvostovábbképző Intézet megbízásából 1964-ben megszervezte az első magyarországi humángenetikai továbbképző tanfolyamot, majd részt vett a WHO–Egészségügyi Minisztérium Humángenetikai tanfolyamának munkájában is, mind szervezőként, mind előadóként. Tagja volt az Orvosi Hetilap és a Gyermekgyógyászat szerkesztőbizottságainak. Vendégtanárként tanított a Harvardon és a kaliforniai Stanford Egyetemen. Foglalkozott endokrinológiával, a gyermekkori TBC eseteivel, közel jutott az Rh-faktor felfedezéséhez, kidolgozta a gyermekkori gyógyszeradagolás elveit.
Elnöke volt a Magyar Biológiai Társaság Humángenetikai Szekciójának, a Humángenetikai Társaságnak, vezetőségi tagja és alelnöke a Magyar Gyermekorvosok Társaságának.
Házastársa Weingruber Irén volt, Weingruber Ignác és Band Gizella lánya, akit 1929. június 20-án Budapesten, a Terézvárosban vett feleségül.

## Főbb művei
- A szövetnedvek isoagglutinintartalmáról. Kőnig Gyulával (Magyar Orvosi Archivum, 1927)
- Vörheny iránti fogékonyság és a vegetativ idegrendszer. Sándor Klárával. (Orvosi Hetilap, 1928, 12.)
- Az ikterus neonatorum keletkezése. (Orvosi Hetilap, 1928, 29.)
- Isoagglutinatio az újszülöttnél és az ikterus neonatorum. Bíró Istvánnal. (Magyar Orvosi Archivum, 1929)
- A mellékpajzsmirigyműködés vizsgálataparathormon-eosinophiliával. Lederer Emillel. (Orvosi Hetilap, 1933, 48.)
- Status thymicolympathicus és mors thymica (1935)
- Az M és N vértypustulajdonságok megoszlása Budapest népességében. Lajta Alfréddal. (Gyógyászat, 1936, 19.)
- A belső elválasztású mirigyek jelentősége a gyermekkorban (1936)
- A lumbalpunctio szerepe a gyermekgyógyászatban (1936)
- A röntgensugarak jelentősége az öröklődő betegségek előidézésében (1938)
- Hormonok a fejlődés szolgálatában (1940)
- A fejlődési rendellenességek keletkezéséről (1941)
- Az icterus neonatorum levis és gravis kórszármazási egységéről a vércsoportban újabb ismereteinek megvilágításában (1947)
- Klippel-Feil tünetcsoport (1948)
- Az orvosi prevenciós tevékenység előbbrehelyezésének szükségéről (1949)
- Korszerű gyermekorvoslás újszülöttkorban kóros viszonyok között. – Új eljárás az erythrodermia desquamativa Leineri helyi kezelésére. (Gyermekgyógyászat, 1952, 9.)
- Kombinált védőoltások és védőoltások kombinációja. (A védőoltások egyesítése és egymásutánja) (Orvosi Hetilap, 1953, 16.)
- A természetes isoagglutininek keletkezésének kérdéséhez. Gorove Lászlóval. (Orvosi Hetilap, 1954, 2.)
- Útmutató egyrészt gyermekek átlagsúlyának kiszámításához, másrészt tartós cseppinfúziók adagolásához. (Orvosi Hetilap, 1955, 12.)
- Nemi különbségek emberi fehérvérsejtekben és gyakorlati jelentőségük. Kapronczay Saroltával. (Orvosi Hetilap, 40.)
- Modern gyógyító és megelőző eljárásaink kockázatai. (Orvosi Hetilap, 1957, 32.)
- Merthiolat oldatban tárolt csontok felhasználása. Glauber Andorral, Szilágyi Pállal. (Orvosi Hetilap, 1957, 49.)
- A myelodysplasia és orthopaediai vonatkozásai. Koncz Imrével és Cser Imrével. (Orvosi Hetilap, 1958, 37.)
- Ferencz Pál dr. (Orvosi Hetilap, 1959, 18.)
- A musculus extensor pollicis longus in rupturája typusos radius-töréssel egyidőben. Szilágyi Pállal. (Orvosi Hetilap, 1960, 24.)
- Oligophrenia phenylpyruvica. Remsey Ildikóval és Gergely Mártával. – A szűrővizsgálatokra alkalmas gyors eljárás a phenylketonuria kimutatására. Zalay Lászlóval. (Orvosi Hetilap, 1961, 5.)
- Fiú lesz-e, vagy leány? (Orvosi Hetilap, 1961, 25.)
- A mikrotraumás csuklóarthrosisról. Barabás Csabával. (Orvosi Hetilap, 1961, 35.)
- Genetikai tanácsadás. (Orvosi Hetilap, 1963, 36.)
- Humángenetika és orvostudomány. (Orvosi Hetilap, 1966, 26.)
- Az egyén és a népesség ellentétes érdekei és feloldásuk a Genetikai tanácsadás munkájában. (Orvosi Hetilap, 1970, 52.)

## Díjai, elismerései
- Kiváló Orvos (1953)
- Schöpf-Mérei Ágost-emlékérem (1968)
- Bókay János-emlékérem (1969, 1982)
- Munka Érdemrend arany fokozata (1970)